# Korsické království (1736)
Korsické království (korsicky Regnu di Corsica, italsky Regno di Corsica) byl krátkodobý státní útvar na ostrově Korsice. Byl vytvořen po korunovaci ostrovany německého dobrodruha Theodora Freiherra von Stephan Neuhoffa králem Korsiky, který přijal jméno Theodor I. Korsický. Byl jediným králem tohoto království.

## Vznik a pád

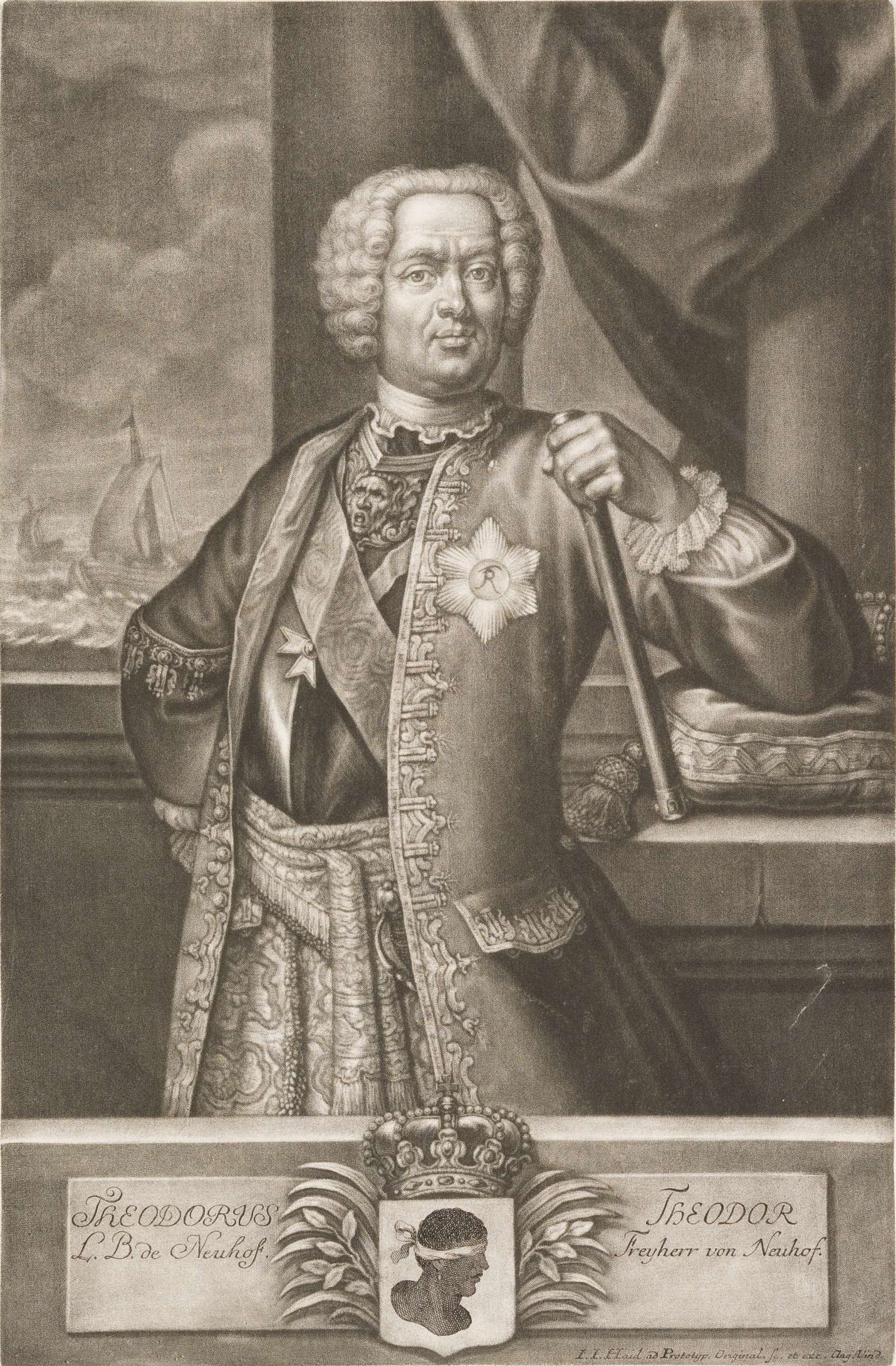
Theodor Freiherr von Neuhoff

V Janově se Neuhoff seznámil s některými korsickými povstalci a uprchlíky a přesvědčil je, že by je mohl osvobodit od janovské tyranie, pokud ho korunují králem ostrova. Boje mezi povstalci brzy vedly k jejich porážce a Janované vypsali odměnu na jeho osobu. Ještě v listopadu téhož roku Neuhoff ostrov opustil, údajně proto, aby mohl usilovat o zahraniční pomoc. V Amsterdamu byl zatčen kvůli dluhu.
V roce 1738 byla Korsika dobyta zpět Janovany.